# Wisconsin Death Trip
Wisconsin Death Trip es el álbum debut de la banda estadounidense Static-X, sacado el 23 de marzo de 1999 y grabado en los estudios Grandmaster en Hollywood, California. Es el álbum más popular del grupo, habiendo vendido cerca de un millón de copias en los Estados Unidos, y convirtiéndose en disco de platino en 2001.

## Lista de canciones
1. «Push It» – 2:34
2. «I'm with Stupid» – 3:24
3. «Bled For Days» – 3:45
4. «Love Dump» – 4:19
5. «I Am» – 2:47
6. «Otsegolation» – 3:32
7. «Stem» – 2:54
8. «Sweat Of The Bud» – 3:30
9. «Fix» – 2:49
10. «Wisconsin Death Trip» – 3:09
11. «The Trance Is The Motion» – 4:50
12. «December» (Escrita por Wayne Static y Ken Jay cuando formaban parte de Deep Blue Dream) – 6:17
13. «Down»1 - 3.15

1 Disponible en la edición japonesa

## Posiciones Chart

### Álbum
| Año  | Chart             | Posición |
| ---- | ----------------- | -------- |
| 1999 | Top Heatseekers   | #1       |
| 1999 | The Billboard 200 | #107     |

### Singles
| Año  | Sencillo          | Chart                   | Posición |
| ---- | ----------------- | ----------------------- | -------- |
| 1999 | «Push It»         | Mainstream Rock Tracks  | #20      |
| 1999 | «Push It»         | Modern Rock Tracks      | #36      |
| 1999 | «Bled For Days»   | Mainstream Rock Tracks  | #36      |
| 2000 | «I'm With Stupid» | Mainstream Rock Tracks  | #38      |
| 2000 | «Push It»         | Hot Dance Singles Sales | #5       |

## Créditos
- Wayne Static - Voz, Guitarra, Programación
- Koichi Fukuda - Guitarra, Teclados, Programación
- Tony Campos - Bajo, voz de fondo
- Ken Jay - Batería

- Datos: Q577314